# 不破關
不破關（ふわのせき）是日本古代東山道上的一個關口。以該關及東海道的鈴鹿關、北陸道的愛發關為界限，三關以西即為關西，以東為關東。其具體的位置是在今岐阜縣不破郡關原町。佔地12萬m²，東南北三方有土壘工事，據藤古川左岸要地，扼東山道、 中山道、北國街道、伊勢街道要津。是三關中最重要的關口。

## 關聯條目
- 日本交通